# 小行星13178
小行星13178（13178 Catalan）是一颗绕太阳运转的小行星，为主小行星带小行星。该小行星于1996年4月19日发现。

## 轨道参数
小行星13178的轨道半长轴为468 304 579 km，3.1303782 UA，离心率为0.148。